# Yves Picquet
Pour les articles homonymes, voir Picquet.
Yves Picquet est un artiste plasticien français né le 15 avril 1942 à Coutances.

## Biographie
Influencée par la pratique de la sérigraphie, la technique plastique d'Yves Picquet s’est orientée dès les années 1970 vers une peinture sérielle et mentale.
Dès 1959, son nom est associé à de nombreuses expositions personnelles et collectives. En 1995, il reçoit le prix régional à la création artistique décerné par le Conseil Régional de Bretagne. En 2001, le Museum Modern Art de Hünfeld, en Allemagne, lui a consacré une exposition personnelle, ainsi que le musée de Coutances en 1998 et 2004. En 2010, un fonds Yves Picquet est créé à la bibliothèque municipale de Brest. Il comprend l’ensemble de ses livres d’artistes, ses estampes ainsi que ses archives. Le Musée des beaux arts de Brest Métropole conserve également une quarantaine de ses œuvres. En 2017, une monographie écrite par  Françoise Nicol, Yves Picquet, du paysage à l'atelier, est parue aux éditions Delatour.
Depuis 1984, il réalise des livres d’artistes avec des poètes, écrivains, musiciens, chanteurs, artistes du multimédia.
Il vit et travaille à Plouédern en Bretagne.

## Expositions

### Expositions personnelles
- 2023 : Galerie La Boulange, Guidel (56).
- 2019 : Couleurs du noir, ateliers du Faouët, Le Faouët.
- 2018 : Bibliothèque de l’Université de Sophia (Yotsuya), Japon.
- 2018 : Galerie Junger Kunstkreis Hünfeld e.V., Hünfeld, Allemagne.
- 2017 : Maison Julien Gracq et Abbaye mauriste, Saint-Florent-le-Vieil.
- 2014 : Espace culturel Lucien-Prigent, Landivisiau.
- 2014 : Espace du Roudour, Saint-Martin-des-Champs.
- 2013 : Chapelle Sainte Barbe, Plestin les Grèves.
- 2012 : Le dessus des halles, Audierne.
- 2012 : Centre des arts André Malraux, Douarnenez.
- 2011 : Chapelle des Ursulines, Quimperlé.
- 2010 : Livres de compagnonnage, 1984-2010, bibliothèque d’étude, Brest.
- 2008 : Médiathèque et galerie La Rotonde, Lanester.
- 2006 : Galerie Granville Gallery, Granville.
- 2004 : Musée Quesnel-Morinière, Coutances.
- 2004 : Ilôt d'art, la minoterie, Penzé.
- 2001 : Museum Modem Art, Hünfeld, Allemagne
- 2001 : Palais des Congrès et de la Culture du Mans[1].
- 2000 : Manoir de Kernault, Mellac.
- 1999 : L’art dans les chapelles 99, chapelle Saint-Jean, Le Sourn[1].

### Expositions collectives
- 2025 : Christian Gosselin, Yves Picquet, galerie Le linteau Rouge, Saint-Brieuc
- 2024 : Estampe et édition d'art, Galerie d'Art Le Comoedia, Brest, France
- annuel rückschau & ausblick, galerie Lauffer, Stuttgart. Allemagne
- Les odalisques, Maison familiale d'Henri Matisse, Bohain-en-Vermandois.
- 2023 : Les cent marches, Morlaix
- 2022 : Équilibre des formes, Maurice Mata & Yves Picquet, Galerie Valérie Cardi, Mulhouse.
- Eléments, Partie I, Galerie d’Art Le Comoedia, Brest, France.
- 2021 : Le bateau ivre et cetera … Musée Champollion - Les Écritures du Monde, Figeac (Lot).
- 2020 : Art Billig, la fonte enluminée, Musée départemental breton, Quimper.
- 2019 : Les préférences, centre d'art de Montrelais
- Artistes@home 3, Quimper
- Galerie Alain Tanguy, Landerneau, Nicolas Fédorenko - Yves Picquet
- 2018 : Académie des Beaux-Arts, Bruges, Belgique.
- 2017 : Musée Gutenberg, Mainz, Allemagne.
- Maison littéraire Léon Losseau, Mons, Belgique.
- 2015 : Galerie du Sallé, Quimper.
- 2010 : En rythme, œuvres de la collection du Frac Bretagne, Centre hospitalier de Cornouaille, Quimper.
- 2010 : Morceaux choisis, œuvres de la collection du Frac Bretagne, château des Rohan, Pontivy (Morbihan).
- 2008 : Trésors des musées en Normandie, acquisitions 1993-2003, musées de Caen, d’Alençon, Saint-Lô.
- 2006 : Entre ciel et terre, musée Richard Anacréon, Granville (Manche).
- 2005 : Motiva, Austria Center, Vienne Autriche.
- 2005 : Consonance, galerie Écart, Osnabrück, Allemagne, avec Dominique Jézéquel.
- 2003 : Musée d’Architecture de Wroclaw Pologne.
- 2003 : Écho-incidences, chapelle Henri IV, Poitiers, avec Gilbert Louet.
- 2002 : Europa-Konkret-Reduktiv, Museum Modem Art, Hünfeld (Allemagne).
- 2001 : Museum für reduktive Kunst, wieradow Zdròj Pologne.
- 1999 : À l’ouvert du monde, regard sur l’art en Bretagne depuis 1945, Frac Bretagne, galerie du Faouëdic, Lorient.
- 1997 : Dix ans de prix Arts plastiques, Le Quartz, Brest[1].

## Livres d'artiste
Yves Picquet a réalisé de nombreux livres d'artiste avec des poètes comme  Jacques Ancet, Françoise Ascal, Isabelle Baladine Howald, Cathie Barreau, Jeanne Bastide, Gilles Baudry, Hervé Carn, Solange Clouvel, René Depestre, Denise Desautels, Pierre Dhainaut, Henri Droguet, Alain Freixe, Bruno Geneste, Gaston Jung, Luce Guilbaud, Daniel Kay, Emilienne Kerhoas, François Lallier, Werner Lambersy, Sylvie Lawrence, Alain Le Beuze, Gabriel Le Gal, Marc Le Gros, Françoise Nicol, Plazy, René Pons, François Rannou, Erwann Rougé, Jacques Roman, Laurine Rousselet, Emmanuel Ruben, Dominique Sampiero, Michel Sicard, Pierre Torreilles. Il faut associer à ces noms ceux d’autres artistes, auxquels Yves Picquet ouvre l’espace de ses livres, le vidéaste Patrice Roturier, des plasticiens, tels Joël Frémiot ou François Béalu, peintre et graveur, ou des musiciens, en particulier Gilbert Louet, Luc Larmor ou Jean-Yves Bosseur. La voix même est invitée, celle du poète Jacques Ancet ou du chanteur baryton Erwan Picquet, le dernier fils de l’artiste. Cependant, Yves Picquet prend le plus souvent en charge non seulement la mise en œuvre du livre mais aussi  la dimension plastique du livre.

## Conservation

### Collections publiques
- Fonds régional d'art contemporain de Bretagne.
- Fonds d'art contemporain, Gif-sur-Yvette.
- Musée des beaux-arts de Brest[1].
- Musée Quesnel-Morinière, Coutances.
- Musée d'Art moderne Richard-Anacréon, Granville.
- Musée des Jacobins, Morlaix.
- Museum Modem Art Hünfeld (Allemagne).
- Université d'Alberta, Edmonton (Canada).
- Artothèques d'Angers, Angoulème, Brest, Hennebont, Morlaix (Les Moyens du Bord), Saint-Brieuc, Vitré.
- Bibliothèque cantonale et universitaire de Lausanne.
- Bibliothèque nationale de France, Bibliothèque royale de Belgique, Bibliothèque nationale de Luxembourg.
- Collection Koopman, Bibliothèque nationale des Pays-Bas.
- Bibliothèque de l'Université Sophia (Japon).
- Bibliothèques d'Angers, Bannalec, Bourges, Brest (fonds Yves Picquet), Caen, Dijon, Dunkerque, Issy-les-Moulineaux, Landerneau, Lanester, La Riche, Les Sables-d'Olonne, Lille, Limoges, Lorient, Mérignac, Montpellier, Nantes, Périgueux, Portes-lez-Valence, Quimper, Rennes, Saint-Brieuc, Tours, Vannes.
- Bibliothèques départementales des Côtes-d'Armor, du Finistère, d'Ille-et-Vilaine et du Morbihan.
- Carré d'art, bibliothèque, Nîmes.
- Maison de la Poésie, Nantes.
- Artothèque de l'espace Jacques-Prévert, Mers-les-Bains.
- Fonds régional d'art contemporain de Bretagne, Rennes :
  - Peintures, colorant sur toiles de coton marouflées sur toiles de polyester :
    - Déclinaisons n°1, 200x360cm[2] ;
    - Déclinaisons n°2, 200x360cm[3] ;
    - Déclinaisons n°3, 200x480cm[4] ;
    - Déclinaisons n°4, 200x480cm[5] ;
    - Déclinaisons n°5, 200x320cm[6] ;
    - Déclinaisons n°6, 200x320cm[7] ;
    - Déclinaisons n°7, 240x480cm[8].

  - Déclinaisons, portefeuille de quatorze sérigraphies 15,5x20,5cm, 1993[9] ;
  - L'encre du sablier, poèmes de Françoise Ascal enrichis de onze sérigraphies 24,5x26,6cm d'Yves Picquet, l'un des quarante exemplaires, 1999[10].
- Maison Julien Gracq, Saint-Florent-le Vieil.
- Villes de Landerneau, Lanester, Hünfeld (Allemagne), Rennes.

### Vitraux
- Chapelle de Losc-Mazé, Le Drennec.

## Prix et distinctions
- Prix régional de la création artistique attribué par le Conseil régional de Bretagne, 1995[11].

### Fonds d'archives
- Fonds Yves Picquet, Bibliothèque municipale de Brest (inventaire en ligne).